# Île Santa Catalina (Californie)
Pour les articles homonymes, voir Santa Catalina.
L'île de Santa Catalina est une île rocheuse de 194 km2 située sur la côte de Californie faisant partie de l'archipel des Channel Islands. Elle est située à 35 km environ de San Pedro et fait partie du comté de Los Angeles.
C'est la seule des îles de cette région qui possède une population permanente et qui est urbanisée : la plupart des quelque 3 800 habitants vivent à Avalon. Le reste de Santa Catalina est possédé par le Catalina Island Conservancy (en) (organisme non lucratif chargé de la protection de l'environnement).

## Géographie et géologie
L'île, d'une superficie de 194 km2, mesure 35 km de long et 13 km de large dans sa plus grande largeur. Elle est montagneuse et présente un paysage diversifié et accidenté, fait de collines, canyons, falaises côtières et plages de sable. Elle est divisée en deux parties par un isthme (en) de 770 m aux extrémités duquel se trouvent les deux criques de Two Harbors : Isthmus Cove et Catalina Harbour. 
La partie nord de l'île, la plus petite (32 km2), est désertique et son point haut est le Silver Peak (507 m). Sur la partie sud, qui culmine à 639 m au Mount Orizaba (en), se trouve Avalon, l'agglomération principale et l'aérodrome de Catalina ; elle possède plusieurs retenues d'eau dont la plus importante est Thomson reservoir.

L'étude géologique de l'île a contribué à la compréhension des interactions des plaques tectoniques dans la région. L'une des caractéristiques géologiques les plus remarquables est le schiste de Catalina (en) roche métamorphique spécifique à l'île. 

## Histoire
Avant l'ère moderne, l'île était habitée par la tribu des Tongva, dont le domaine s'étendait aussi sur toute la région de Los Angeles. Catalina s'appelait alors Pimu ou Pimungna et était une base commerciale.
Le premier Européen à avoir posé le pied sur l'île fut l'explorateur portugais Juan Rodríguez Cabrillo, le 7 octobre 1542. L'Espagne devint alors maîtresse de l'île, nommée San Salvador. Un autre explorateur, Sebastián Vizcaíno, la redécouvrant le jour de Sainte Catherine, la renomma Santa Catalina en 1602.
Durant les trois cents années suivantes, l'île servit de base d'opérations pour toutes sortes de visiteurs, chasseurs russes, contrebandiers ou pirates. Les moines franciscains essayèrent d'y bâtir une mission mais échouèrent en raison du manque d'eau douce. Les autochtones disparurent progressivement durant le XIXe siècle. L'île connut une ruée vers l'or, d'ailleurs infructueuse, durant les années 1860. À la fin du XIXe siècle, l'île n'était plus habitée que par quelques bergers. Ce fut l'évolution rapide de Los Angeles, qui commença à cette époque à voir sa population augmenter rapidement, qui contribua à faire développer l'île comme une destination de vacances.
Les enfants de Phineas Banning achetèrent l'île en 1891 et y établirent la compagnie de l'île de Santa Catalina pour la développer. Leurs efforts restèrent vains, à cause d'un incendie qui détruisit la moitié des bâtisses d'Avalon. Ils durent vendre l'île. En 1914, l'hebdomadaire Catalina Islander vit le jour.
William Wrigley Jr. l'acheta par la suite en 1919 et se consacra à la préserver et à la promouvoir. En 1929 fut créé le Casino, qui ne servit pas aux jeux mais à la danse ; ce dernier contribua largement au développement de l'île. La baie d'Avalon servit de cadre au film Les Révoltés du Bounty tourné en 1935, avec Clark Gable. Un aéroport fut construit en 1946 pour assurer un accès plus facile à l'île.
En 1975, Philip Wrigley alloua l'île au Catalina Island Conservancy qu'il aida à créer et qui est aujourd'hui propriétaire de la plus grande partie de ce territoire.

## Tourisme
Environ un million de touristes visitent l'île chaque année. Catalina est desservie par des ferrys et son Airport in the Sky. L'usage des véhicules motorisés est restreint : il y a une limite au nombre de voitures enregistrées ; les habitants se déplacent à vélo et surtout avec des véhicules de golf. Comme curiosité, l'île abrite un troupeau de bisons.
Two Harbors est le second et le plus petit village de l'île, situé dans l'isthme au nord d'Avalon.

## Informatique
Le 3 juin 2019, Apple annonce à la WWDC 2019 que la version 10.15 de son système d'exploitation macOS sera nommée « Catalina », en référence à l'île.

## Galerie

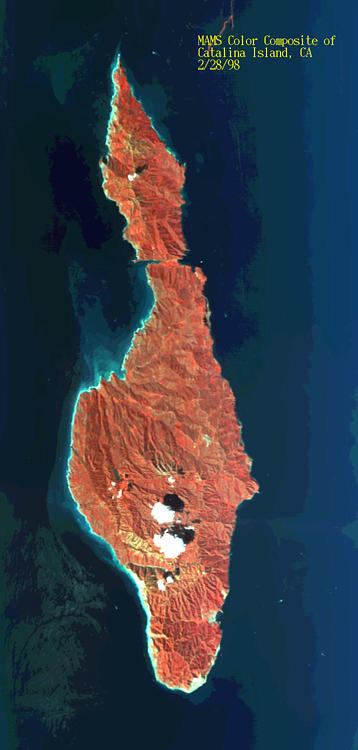
Image infrarouge de Catalina, la végétation apparaît en rouge.
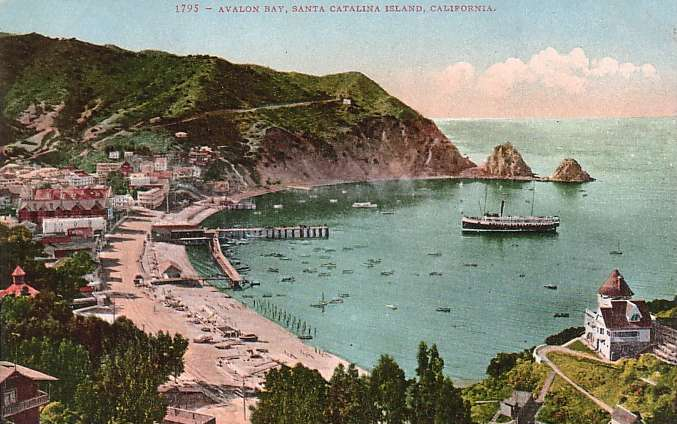
La baie d'Avalon dans les années 1910.
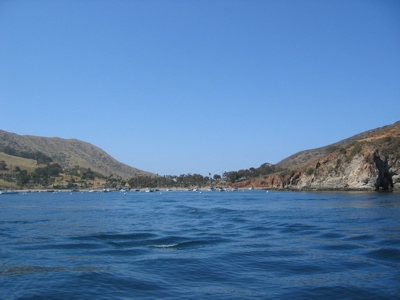
Two Harbors, la seconde communauté de l'île.